# Dactylorhiza ochroleuca
Espèce
Classification phylogénétique
Dactylorhiza ochroleuca, l’Orchis jaune pâle, est une espèce de plantes herbacées vivaces de la famille des Orchidaceae.
Dénomination actuelle : Dactylorhiza incarnata subsp. ochroleuca (Wüstn. ex Boll) Holub (1974)

## Répartition
Europe : jusqu'en Lituanie et Biélorussie.
En France, cette espèce n'est présente qu'en Haute-Savoie. 